# 541575 Mikhailnazarov
541575 Mikhailnazarov este o planetă minoră (asteroid), cu un diametru de 3,993 km, din centura de asteroizi. A fost descoperită pe 28 septembrie 2011 la  de . 
Obiectul prezintă o orbită caracterizată de o semiaxă mare de 2,5498796626684 UAi, o excentricitate de 0,21956612897002, o înclinație de 14,603306350615 ° în raport cu ecliptica.